# Hamningberg
Hamningberg est un village de pêche abandonné dans le nord de la Norvège, qui n'est plus utilisé que comme une destination de vacances. Hamningberg appartient à la municipalité de Båtsfjord dans le comté de Finnmark.

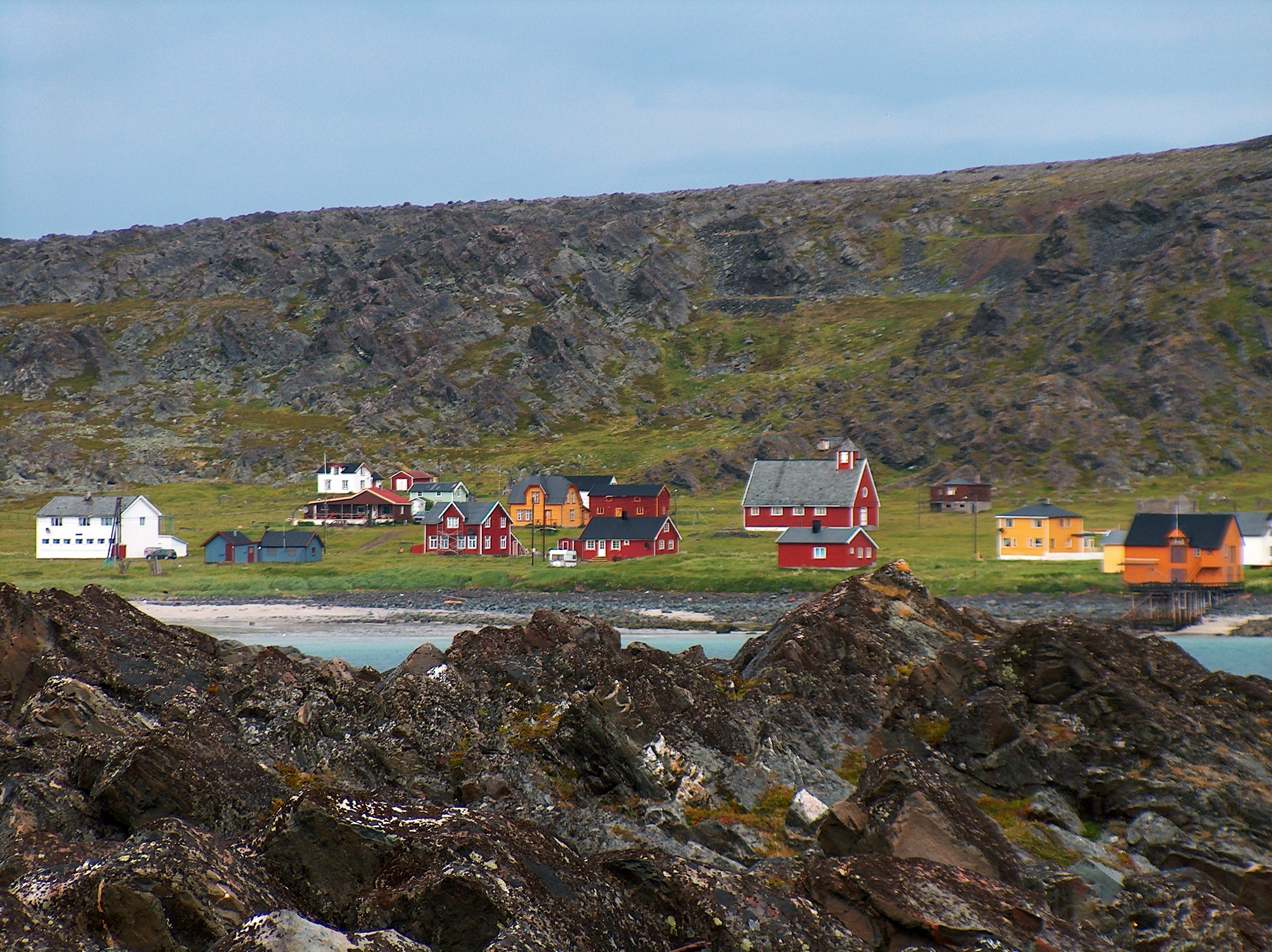
Hamningberg.

## Histoire
En 1900, le village comptait 250 habitants. Le village a été épargné lors de la Seconde Guerre mondiale. Au début du XXIe siècle, il ne compte plus de résident permanent.

## Géographie

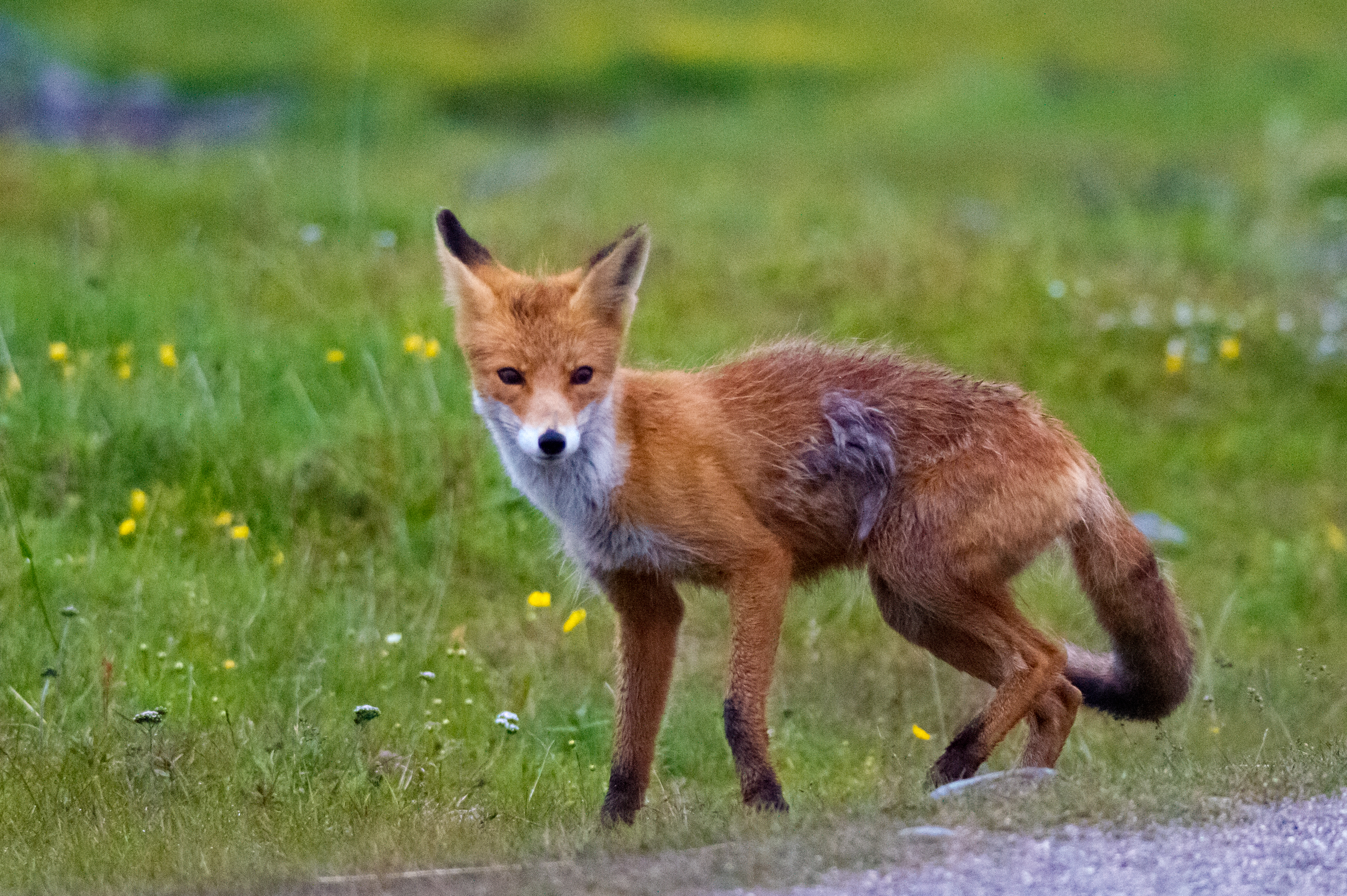
Renard roux vivant à Hamningberg.

Hamningberg est situé à l'extrémité est de la Norvège au bout de la péninsule de Varanger, au bord de la mer de Barents.